# Handelskammeret
Handelskammeret var en dansk interesseorganisation for grossister.
Organisationen blev dannet som Det Danske Handelskammer i 1987 ved en fusion af Grosserer-Societetet og Provinshandelskammeret. Navnet ændredes til Handelskammeret i 2000, og i 2002 indgik Handelskammeret og AHTS i organisationen HTS. AHTS brød senere ud igen og fusionerede med Dansk Industri. Det oprindelige Handelskammeret indgik i 2007 fusion med Dansk Handel & Service og dannede organisationen Dansk Erhverv.
Handelskammerets medlemmer var både virksomheder og brancheorganisationer, og også virksomheder indenfor industri og service. Hovedsædet var beliggende i Børsbygningen på Slotsholmen i København.